# Harold Fonseca
Harold Geovanny Fonseca Baca (Tegucigalpa, 8 ottobre 1993) è un calciatore honduregno, portiere del Motagua e della nazionale honduregna.

## Carriera

### Club
Ha sempre giocato nella massima serie del campionato honduregno.

### Nazionale
Ha preso parte ai Giochi olimpici del 2016 in Brasile, fino al raggiungimento finale per il terzo posto persa per 3-2 contro la Nigeria.

## Statistiche

### Cronologia presenze e reti in nazionale
| Cronologia completa delle presenze e delle reti in nazionale ― Honduras | Cronologia completa delle presenze e delle reti in nazionale ― Honduras | Cronologia completa delle presenze e delle reti in nazionale ― Honduras | Cronologia completa delle presenze e delle reti in nazionale ― Honduras | Cronologia completa delle presenze e delle reti in nazionale ― Honduras | Cronologia completa delle presenze e delle reti in nazionale ― Honduras | Cronologia completa delle presenze e delle reti in nazionale ― Honduras | Cronologia completa delle presenze e delle reti in nazionale ― Honduras |
| Data                                                                    | Città                                                                   | In casa                                                                 | Risultato                                                               | Ospiti                                                                  | Competizione                                                            | Reti                                                                    | Note                                                                    |
| ----------------------------------------------------------------------- | ----------------------------------------------------------------------- | ----------------------------------------------------------------------- | ----------------------------------------------------------------------- | ----------------------------------------------------------------------- | ----------------------------------------------------------------------- | ----------------------------------------------------------------------- | ----------------------------------------------------------------------- |
| 3-6-2018                                                                | Houston                                                                 | El Salvador                                                             | 1 – 0                                                                   | Honduras                                                                | Amichevole                                                              | -1                                                                      |                                                                         |
| 14-11-2019                                                              | Fort-de-France                                                          | Martinica                                                               | 1 – 1                                                                   | Honduras                                                                | CONCACAF Nations League 2019-2020 - 2º turno                            | -1                                                                      |                                                                         |
| 7-6-2022                                                                | San Pedro Sula                                                          | Honduras                                                                | 1 – 2                                                                   | Curaçao                                                                 | CONCACAF Nations League 2022-2023 - 1º turno                            | -2                                                                      |                                                                         |
| 16-3-2025                                                               | Fort Lauderdale                                                         | Honduras                                                                | 1 – 2                                                                   | Guatemala                                                               | Amichevole                                                              | -1                                                                      | 46’                                                                     |
| Totale                                                                  |                                                                         | Presenze                                                                | 4                                                                       |                                                                         | Reti                                                                    | -5                                                                      |                                                                         |